# Marsdenia altissima
Marsdenia altissima är en oleanderväxtart. Marsdenia altissima ingår i släktet Marsdenia och familjen oleanderväxter.

## Underarter
Arten delas in i följande underarter:
- M. a. altissima
- M. a. faucinuda